# Rupela
Rupela is een geslacht van vlinders van de familie grasmotten (Crambidae), uit de onderfamilie Schoenobiinae.

## Soorten
- R. adunca Heinrich, 1937
- R. albina Becker & Solis, 1990
- R. antonia Heinrich, 1937
- R. bendis Heinrich, 1937
- R. candace Heinrich, 1937
- R. canens Heinrich, 1937
- R. cornigera Heinrich, 1937
- R. drusilla Heinrich, 1937
- R. edusa Heinrich, 1937
- R. faustina Heinrich, 1937
- R. gaia Heinrich, 1937
- R. gibbera Heinrich, 1937
- R. herie Heinrich, 1937
- R. horridula Heinrich, 1937
- R. imitativa Heinrich, 1937
- R. jana Heinrich, 1937
- R. labeosa Heinrich, 1937
- R. lara Heinrich, 1937
- R. leucatea Zeller, 1863
- R. liberta Heinrich, 1937
- R. lumaria Heinrich, 1937
- R. monstrata Heinrich, 1937
- R. nereis Heinrich, 1937

- R. nivea Walker, 1863
- R. orbona Heinrich, 1937
- R. pallidula Heinrich, 1937
- R. procula Heinrich, 1937
- R. saetigera Heinrich, 1937
- R. scitula Heinrich, 1937
- R. segrega Heinrich, 1937
- R. sejuncta Heinrich, 1937
- R. spinifera Heinrich, 1937
- R. tinctella Walker, 1863
- R. vexativa Heinrich, 1937